# Osterhofen
Osterhofen è un comune tedesco di 11 894 abitanti, situato nel land della Baviera.